# Wandopol
Wandopol – wieś w Polsce położona w województwie lubelskim, w powiecie bialskim, w gminie Konstantynów.
W latach 1975–1998 miejscowość administracyjnie należała do województwa bialskopodlaskiego.
Wieś jest sołectwem w gminie Konstantynów. Według Narodowego Spisu Powszechnego z roku 2011 wieś liczyła 125 mieszkańców.
Wierni Kościoła rzymskokatolickiego należą do parafii św. Elżbiety Węgierskiej w Konstantynowie.

## Historia
W wieku XIX folwark w dobrach konstantynowskich, w roku 1877 wydzielony z dóbr. W 1885 było tu 2 domy i 18 mieszkańców.
Nazwę Wandopol nosił również awuls w dobrach Rudzieniec - księżnej Marii Czetwertyńskiej położony w gminie Jabłoń, parafii Gęś